# Grand Prix cycliste de Gatineau 2016
La 7e édition du Grand Prix cycliste de Gatineau a eu lieu le 2 juin 2016. La course fait partie du calendrier international féminin UCI 2016 en catégorie 1.1. L'épreuve est remportée par l'Australienne Kimberley Wells.

## Parcours
Le parcours traverse le parc du Gatineau à trois reprises.

## Récit de course
La première attaque est issue de Allyson Gillard et Aliya Traficante . Plus loin, Leah Guloien sort du peloton. Elle rejoint les deux autres échappées et les dépasse. Elle en tête durant le premier tour avec au maximum cinquante secondes d'avance. Dans le second tour, Karol-Ann Canuel durcit la course, mais le peloton se regroupe dans avant le dernier tour. Un groupe de douze coureuses dont Canuel attaque, mais il est rapidement repris. Il est imité plus loin par un groupe de neuf coureuses, puis par un groupe de sept coureuses, sans plus succès. Tout se joue au sprint, Kimberley Wells devance Joëlle Numainville et Leah Kirchmann,,.

## Classements

### Classement final
| \| Classement général \| Classement général \| Classement général \| Classement général \| Classement général \| \| Coureuse \| Coureuse \| Pays \| Équipe \| Temps \| \| ------------------ \| -------------------- \| ------------------ \| ------------------------- \| ------------------ \| \| 1re \| Kimberley Wells \| Australie \| Colavita-Bianchi \| 2 h 48 min 25 s \| \| 2e \| Joëlle Numainville \| Canada \| Cervélo Bigla \| + 0 s \| \| 3e \| Leah Kirchmann \| Canada \| Canada \| + 0 s \| \| 4e \| Sara Bergen \| Canada \| \| + 0 s \| \| 5e \| Joanne Kiesanowski \| Nouvelle-Zélande \| Tibco-Silicon Valley Bank \| + 0 s \| \| 6e \| Alison Jackson \| Canada \| Canada \| + 0 s \| \| 7e \| Mandy Heintz \| États-Unis \| Visit Dallas DNA \| + 0 s \| \| 8e \| Jamie Gilgen \| Canada \| Visit Dallas DNA \| + 0 s \| \| 9e \| Irena Ossola \| Canada \| \| + 0 s \| \| 10e \| Courtney Gray Patton \| États-Unis \| \| + 0 s \| |                      |                  |                           |                 |
| |                      |                  |                           |                 |
| |                      |                  |                           |                 |
| Classement général |                      |                  |                           |                 |
| Coureuse | Coureuse             | Pays             | Équipe                    | Temps           |
| 1re | Kimberley Wells      | Australie        | Colavita-Bianchi          | 2 h 48 min 25 s |
| 2e | Joëlle Numainville   | Canada           | Cervélo Bigla             | + 0 s           |
| 3e | Leah Kirchmann       | Canada           | Canada                    | + 0 s           |
| 4e | Sara Bergen          | Canada           |                           | + 0 s           |
| 5e | Joanne Kiesanowski   | Nouvelle-Zélande | Tibco-Silicon Valley Bank | + 0 s           |
| 6e | Alison Jackson       | Canada           | Canada                    | + 0 s           |
| 7e | Mandy Heintz         | États-Unis       | Visit Dallas DNA          | + 0 s           |
| 8e | Jamie Gilgen         | Canada           | Visit Dallas DNA          | + 0 s           |
| 9e | Irena Ossola         | Canada           |                           | + 0 s           |
| 10e | Courtney Gray Patton | États-Unis       |                           | + 0 s           |

### Points UCI
| Position,          | 1er | 2e | 3e | 4e | 5e | 6e | 7e | 8e | 9e | 10e | 11e | 12e | 13e | 14e | 15e | 16e | 17e | 18e |
| Classement général | 80  | 60 | 45 | 35 | 30 | 25 | 21 | 18 | 15 | 12  | 10  | 8   | 6   | 5   | 4   | 3   | 2   | 1   |